# معرف الغرض الرقمي
معرّف الأغراض الرقمي (بالإنجليزية: digital object identifier) اختصارًا DOI وتُقرأ دُوِي، هو سلسلة محارف مُعرِّفُ رقميّ يُستخدم لتعريف وثيقة على نحو فريد. البيانات الفوقية التي تصف الوثيقة تُخزّن مرتبطة بمعرِّف DOI وتلك البيانات الفوقية قد تتضمن موضعا، مثل مسار مورد منمط يُمكن إيجاد الوثيقة فيه. وفي حين أن معرّف الوثيقة الرقمية ثابت فإن موضعها أو بعضا من بياناتها الفوقية غير تتبدّل، لذا فإن الإشارة إلى الوثائق الرقمية بمعرفاتها يعد نمطا من الربط أكثر ثباتا من محض الإشارة إليها بمسارها الذي قد يتغيّر، وعندها لا يكون على ناشر الوثيقة سوى تحديث البيانات الفوقية للوثيقة لتشير إلى مسارها الحالي.
لكن على غير مسارات الموارد المنمّطة فإن نظام معرّفات الوثائق الرقمية ليس مفتوحا لكل اللاعبين الجدد ليستخدموه، إذ أن استخدامه يتطلّب قدرا من التنسيق المركزي، فالمؤسسات وحدها بوسعها الوفاء بالالتزامات التعاقدية التي يتطلبها نظام DOI وهي القادرة على دفع الرسوم اللازمة لقبولها أعضاء في المنظومة وتخصيص مُعرِّفات لوثائقها. فالمنظومة يُطبِّقها تحالف من مُنظّمات التسجيل تنسق فيما بين جهودها مؤسسة DOI Foundation التي طوّرت النظام وتتحكم فيه. طُوِّر نظام DOI واستخدم في نظم نشر عِدَّةٍ منذ سنة 2000، وفي أواخر سنة 2009 كان ما يقرب من 43 مليون مُعرِّف قد خُصِّصَت لزهاء 4000 منظمة.

## مُعرِّفات DOI
يكون مُعرِّف DOI في صيغة سلسلة محارف تنقسم إلى قسمين: بادئة ولاحقة. البادئة تعرِّف المنظمة مُسجّلة المُعرِّف، واللاحقة تختارها المنظمة المُسجّلة لتُعرِّفَ وثيقة بعينها. معظم محارف يونيكود القانونية مسموح بها في المُعرّف.
مثلا، في المُعرِّف 10.1000/182 تكون البادئة هي 10.1000 واللاحقة هي 182. الجزء "10" يُعرِّف السِّجِل، و"1000" تعرِّف المُسجّل، وهو في هذه الحالة مؤسسة DOI Foundation ذاتها، بينما اللاحقة "182" تُعرِّف وثيقة بعينها، هي في مثالنا هذا أحدث إصدارات الدليل "DOI Handbook". الإحالات التي تستخدم نظام DOI ينبغي أن تكتب على النسق "doi:10.1000/182" وعندما يصاغ المُعرِّف في صيغة رابط تشعبّي فمن المُحبّذ تحويله إلى مسار وذلك بإلحاقه بالمسار "http://dx.doi.org/" وبإهمال البادئة "doi:"، أي أن الرابط في صيغته النهائية يكون http://dx.doi.org/10.1000/182 وهو مسار وكيل HTTP يعمّل كمفسّر للمسارات وسيحيل عميل الوِب إلى موضع الوثيقة المحال إليها على الوِب. بعض المتصفحات ونظم إدارة المحتوى يمكنها (ذاتيا أو بطريق ملحقات) حلّ المُعرِّف في صيغته المستقلة دون إلحاقه يدويا بمسار الوكيل المُفسِّر، وهي القدرة المتوقع زيادة انتشارها بزيادة الاعتماد على معرفات DOI.
يُمكن لمعرفات DOI أن تُعرِّف كل مصنفات في صيغ مختلفة، من نصوص وصور وتسجيلات صوت وفيديو وبرمجيات، في وسائط رقمية أو مادية. كما يُمكن لمعرفات DOI أن تستخدم لتعريف المُصَنَّفات على مستويات عدة، مثل عددِ من دورية ما أو مقالة بعينها في ذلك العدد، أو حتى جدول بعينه في مقالة ن فمستوى التفصيل متروك لمستخدم النظام إلا أن طبيعة ذلك الاستخدام ينبغي بيانها في البيانات الفوقية المرتيطة بذلك المعرف باستخدام مُعجَم بيانات مبني على indecs Content Mode

## التطبيقات
التطبيقات الرئيسية لاستخدام نظام مُعَرِّفات الوثائق الرقمية تضمل حاليّاً:
- الإحالات الثابتة في الأدبيات الأكاديمية (الدوريات العلمية، الكتب، إلخ) عبر CrossRef الذي هو تحالف يضم ما يقرب من 3000 ناشر.
- مجموعات البيانات العلمية عبر DataCite وهو تحالف يضّم مكتبات أبحاث رائدة ومقدمّي بيانات تقنية ومراكز بيانات علمية.
- المنشورات الرسمية للاتحاد الأوربي بواسطة مكتب الاتحاد الأوربي للمنشورات.

في خدمة منشورات منظمة التعاون الاقتصادي والتنمية المسمّاة SourceOECD كل جدول أو رسم بياني في كل مطبوعة له مُعرِّف DOI يحيل إلى وثيقة جدول ممتد يحوي البيانات المبنية عليها الرسم البياني أو الجدول.
كما توجد منظمة تسجيل أوربية عديدة اللغات هي mEDRA وأخرى صينية هي وانفانگ نشطتان في نطاق اللغات غير الإنجليزية.

## الخصائص والفوائد
صُمِّم نظام DOI ليتيح نمط تعريف دائم للوثائق غير معتمد على موضع نشرها على الإنترنت أو مكان حفظها المادي الحالي. فهو يربط بكل وثيقة مُعرَّفة مجموعة من البيانات الفوقية تُمِّد المطلعين عليها بمعلومات عنه الوثيقة وعلاقاتها بغيرها، بما في ذلك سياق الشبكة الذي يمكن فيه استجلاب نسخة من الوثيقة، ولتحقيق ذلك يزاوج نظام DOI ما بين نظام المناولة (Handle System) ونموذج لوصف الوثائق هو indecs Content Model.
يضمن نظام المناولة أن مُعرِّف لا يستند إلى أي خصيصة متغيرة للوثيقة مثل موضعها أو صاحبها، ويضمن أن خصائصها مُرمّزة في بياناتها عوضا عن اسمها المُعرِّف، وأنه لا توجد وثيقتان لهما المُعرِّف ذاته. ولأن مُعرِّفات دُوي هي سلاسل نصية قصيرة فهي سهلة القراءة للبشر ويمكن نسخها ولصقها كنصوص وتتوافق مع مواصفة مسار المورد المنمّط. تعمل آلية حل مُعرِّفات دُوي في الخلفية بحيث يبدو للمستخدم مثل باقي خدمات الوِب، فهي مبنية على معمارية مفتوحة وتتضمن آلية ثقة. يُمكن أن يجري حلّ المُعرِّفات باستخدام OpenURL لاختيار الموضع الأنسب من عدة بدائل معطاة لوثيقة ما، مثلا استنادا إلى الموضع الجغرافي لطالب الاطلاع.
لكن بالرغم من إمكاناته فإن نظام دُوي لم يسلم من نقد المكتبيين حيث أنه يحيل أحيانا طالبي الاطلاع إلى نسخ غي رمجانية من وثائق كان يمكن الحصول عليها مجانا في مواضع أخرى.
يُستخدم نموذج indecs Content Model مع نظام دُوي لربط الوثيقة بمجموعة من البيانات الفوقية. تشترك كل مُعرِِّفات دُوي في مجموعة نووية من البيانات الفوقية يمكن توسيعها بإضافة بيانات أخرى ذات دلالة إليها حسب التطبيق، ويمكن أن تكون تلك البيانات الإضافية علنية أو قصرا على مستخدمين مُعيَّنين. كما يُمكن للمُسجِّلين تحديث بيانات مُعرِّفاتهم في أي وقت، مثلا عندما تتغير بيانات النشر أو عندما يتغير مسار الوثيقة.
تشرف مؤسسة DOI Fundation على تكامل تلك التقنيات وعلى تشغيل المنظومة ببنية تحتية تقنية واجتماعية، والبنية الاجتماعية صُمِّمَت على نسق سجّلات أخرى ناجحة مثل رقم دولي معياري للكتاب وجي أس1.

## مقارنة بنظم تعريف أخرى
يختلف مُعرِّف دُوي عن أنساق تعريف أخرى شائعة مثل مسار مورد منمط (URL) في أنه يُعرِّف الوثيقة ذاتها وليس الموضع الذي توجد فيه، فهو يُطبِق مفهوم معرف مورد منمط (URI) (الذي هو كذلك اسم مورد منمط (URN)) ويضيف إليه نموذجا للبيانات وبنية تحتية اجتماعية.
يختلف معرِّف دُوي كذلك عن معرِّفات أخرى مثل ISBN وISRC في أن الغرض من سجِّلات المعرِّفات هذه هو إدارة مجموعة من المُعرِّفات في حين أن الغرض من منظومة دُوي هو جعل مجموعة المُعرفات مُفعّلة وتوافقية، حيث يمكن للمجموعة أن تتضمّن مُعرِّفات أخرى مُقيَّدة.

## الحلّ
يجري حلّ معرفات دُوي بطريق نظام المناولة الذي Corporation for National Research Initiatives وهو متاح بلا مقابل لكل من يقابله مُعَرِّف DOI. في صيرورة الحلّ يجري يُحال الطالب من مُعرِّف دُوي إلى واحد أو أكثر من معلومات العنونة: مسار على الوب، أو عنوان بريد إلكتروني أو كليهما، وكذلك مجموعة من المعلومات الفوقية الأخرى.
لحل مُعرِّف دُوي يُمكن إدخاله إلى حالِّ مُعَرِّفات دُوي، مثل www.doi.org أو قد يمكن وضغه في صيغة مسار HTTP بإلحاقه بالمسار http://www.doi.org/
مثلا، مُعرِّف دُوي 10.1000/182 يُمكن حلّه بالمسار "http://dx.doi.org/10.1000/182" وهو مسار رابط وِب يمكن استخدامه في وثائق HTML. بعض المتصفحات يمكنها حلّ مُعرِّفات دُوي بتنصيب مُلحقة ما إليها، مثل CNRI Handle Extension for Firefox التي تضيف إلى المتصفح فَيَرفُكس وظيفة حلِّ مُعرِّفات DOI مثل [doi:10.1000/1] وطلب الوثائق التي تحيل إليها.

## الهيكل التنظيمي
مؤسسة DOI Foundation غير هادفة للربح أنشئت سنة 1998 وهي الجهة المنظمة لمنطومة DOI، وهي تحوز وتحمي كل حقوق الملكية الفكرية المرتبطة بالمنظومة، وتدير صيرورات الإدارة العمومية وتدعم تطوير ونشر المنظومة، وهي تضمن أن كل التحسينات التي تطرأ على المنظومة، وكذلك التسجيل والصيانة والسياسات، تتاح لكل مستخدمي المنظومة على حدِّ سواء، كما تحول دون قيام جهات أخرى بفرض رسوم ترخيصية مقابل استخدام الخدمة.
يدير المؤسسة مجلس منتخب من أعضاء المنظمة، والعضوية مفتوحة لكل المنظمات ذات الاهتمامات بالنشر الرقمي والتقنيات الداعمة له. وتعقد المؤسسة اجتماعا سنويا مفتوحا.
وكالات التسجيل التي تُعيِّنها المؤسسة تُقدِّم خدماتها للمُسجِّلين بتعيين البوادئ وتسجيل مُعرِّفات دُوي وتوفير البنية التحتية التي تلزم المُسجِّلين لإعلان بياناتهم الفوقية وصيانتها، كما ينبغي من وكلاء التسجيل أن تُروِّج استخدام منظومة دُوي وأن تتعاون مع مؤسسة DOI Foindation الدولية في تطوير المنظومة بكالمها. والوكلاء عادة ما يتقاضون رسوما لتسجيل مُعرِِّفات دُوي الجديدة، يذهب جزء منها لدعم المنظومة، إلا أن المنظومة في مجملها تعمل لغير هدف الرِّبح. توجد لدى المؤسسة قائمة منشورة تدرج الوكلاء الحاليين.

## القياسية
تجري حاليا مراجعة منظومة دُوي من قبل المنظمة الدولية للمعايير (ISO) وذلك بتوصيفها الذي في الوثيقة TC46/SC9 وقد وفّت مسودة المعيار ISO/DIS 26324 بمتطلبات ISO للقبول، وأودعت مجموعة العمل المعنية نسخة مُحدَّثة منها كوثيقة مسودة نهائية لمعيار دولي.
كذلك فإن DOI مُسجّلٌ كمُعَرِّف مورد مُنمَّط بمواصفة InfoURI رقم IETF RFC4452، و"info:doi/" هو فضاء التسمية المخصص لمُعرِّفات الوثائق الرقمية. كما أن نحوَ DOI هو معيار NISO منذ 2000 بالمواصفة رقم ANSI/NISO Z39.84-2005.